# Orchis pseudoanatolica
Orchis pseudoanatolica là một loài thực vật có hoa trong họ Lan. Loài này được H.Fleischm. mô tả khoa học đầu tiên năm 1914.